# Economía agrícola

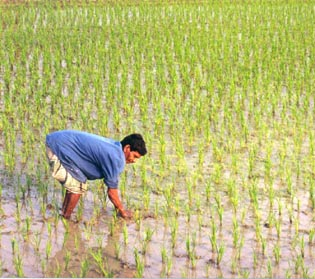
Cultivo de arroz.

Economía agrícola o economía agraria es la rama de la ciencia económica que estudia la especificidad del sector agropecuario y sus múltiples interrelaciones con el conjunto de la economía.

## Visión
La economía agrícola se aplicó originalmente los principios de economía a la agricultura, y la ganadería una disciplina conocida como «agronómica». La agronómica como rama de la economía se ocupó específicamente de uso de tierra y la aplicación de los métodos económicos para optimizar las decisiones tomadas por los productores agropecuarios. Se centró en cómo maximizaba el rendimiento de las cosechas a la vez que se sostenía el ecosistema del suelo. A lo largo del siglo XX la disciplina se amplió y su alcance actual es mucho más amplio. La economía agrícola incluye hoy una variedad de áreas aplicadas, teniendo considerables intersecciones con la economía convencional.
Dentro de la economía agrícola puede ubicarse la disciplina de los agronegocios que se focaliza en las transacciones entre los diferentes eslabones de las cadenas de valor agroindustriales. Los trabajos pioneros de Ray Goldberg de la Universidad de Harvard, basados en el modelo de insumo-producto de Leontieff, introdujeron la visión neoinstitucionalista a esta disciplina. El argentino Manuel Alvarado Ledesma contribuyó al desarrollo de esta disciplina con sus publicaciones ligadas al análisis de las cadenas de valor y al modelo de red que hoy caracteriza la actividad agrícola extensiva en América del Sur.
Actualmente, la Asociación Internacional de Economistas Agrícolas (IAAE, por sus siglas en inglés) agrupa a los especialistas del ramo en todo el mundo. Fue fundada en 1929 en la Primera Conferencia Internacional de Economistas Agrícolas en Dartington Hall.

## Historia y campos de estudio
Un precursor de la economía agrícola, con el enfoque del productor agrícola, fue Olivier de Serres (1539-1619), en su obra fundadora de la Agronomía, Le Théatre d'agriculture et mesnage des champs.

### Renta del suelo
Los economistas propiamente dichos se ocuparon más al principio de las interrelaciones del sector con el sistema económico, problema abordado por François Quesnay (1694-1774) en el Tableau économique, modelo fisiócrata según el cual solamente las actividades del sector primario, como la agricultura, son productivas y generan la renta al propietario de la tierra y las ganancias al otro sector, comercial, financiero e industrial.
Posteriormente el tema de la renta del suelo centró muchas de las discusiones sobre economía agraria. Adam Smith (1723-1790) consideró que la tierra como bien escaso genera una renta semejante a la de todo monopolio. David Ricardo (1722-1823) afirmó que la renta era la porción del producto de la tierra que se paga al propietario por el uso de "las fuerzas originarias" del suelo y por tanto varía según la calidad y ubicación del terreno.
Karl Marx optó por distinguir entre la "renta absoluta" que resulta de la concentración de la propiedad de la tierra y la "renta diferencial" que resulta de la calidad y localización del suelo.
Henry Charles Carey (1793-1879) desde Estados Unidos cuestionó las tesis de Smith y Ricardo sobre la renta en cuanto que consideró que siempre habría disponibles tierras de calidad y tecnología que permitiera producir más. Carey mostraba como alternativa al modelo europeo, el modelo estadounidense de tierras disponibles y proteccionismo. El italiano Francesco Ferrara (1810-1850) acogió las tesis de Carey sobre la renta y la asimilación de la tierra a una mercancía cualquiera que solamente se valoriza por el aporte del capital y el trabajo, pero abogó por el libre comercio y las extensión de los análisis de mercado a la economía agraria.

### El espacio agrario

Modelo de von Thünen de usos del suelo agrícola. El punto negro representa una ciudad.
1) Agricultura intensiva (en blanco).
2) Bosques para leña.
3) Agricultura extensiva, campos de cultivo.
4) Ganadería extensiva.

Johann Heinrich von Thünen (1783-1850) hizo un aporte decisivo a la economía agrícola con su teoría de la localización, basada en el supuesto según el cual, si la actividad agrícola se pudiese concentrar, como la producción industrial, se situaría cerca del mercado, enfatizando la importancia de la renta de localización, que sin negar otros factores, postulaba como elemento más importante para configurar el territorio agropecuario. El estudio de la geografía rural hoy tiene en cuenta por una parte que una nueva ruralidad ha determinado la importancia de actividades no agropecuarias en el campo, como la minería y otras actividades extractivas, grandes obras de infraestructura como las represas hidroléctricas y otros megaproyectos, que frecuentemente se convierten en núcleos de la actividad económica y el ordenamiento del territorio y llegan a desplazar a las comunidades de agricultores o ganaderos.

### Mercados agropecuarios
Un campo de la economía agropecuaria es el de la especificidad de los mercados del sector. Al principio simplemente se estudió la aplicación de las leyes de la oferta y la demanda; sin embargo, el fenómeno esencial de la formación de precios en telaraña fue descrito en 1930, en forma independiente, por Henry Schultz, Jan Tinbergen y Umberto Ricci. Cuatro años después, Nicolás Kaldor llamó la atención sobre estos análisis, que denominó de "telaraña", y mostró su relación con la determinación del equilibrio en aquellos casos en que los ajustes son completamente discontinuos. Wassily Leontief. La formulación del teorema en 1938, correspondió a Mordecai Ezekiel. Sobre este cimiento se ha ido construyendo una teoría de los mercados agrarios que busca determinar sus características fundamentales y tendencias evolutivas.
El fenómeno del alza mundial de los precios de los alimentos, correlacionado con la expansión de la producción de agrocombustibles y las transacciones a largo plazo, obliga hoy a combinar los modelos de telaraña con los análisis generales mundiales de los mercados y las finanzas.

### Escala de la producción
Los economistas aplicaron los postulados clásicos de economía de escala al sector agropecuario para predecir el triunfo de la gran producción en el sector, como en el resto de la economía, tan solo limitada por la ley de los rendimientos decrecientes, es decir por la proporcionalidad en el incremento de los distintos factores productivos. Esto que fue especialmente cierto en el caso de la agroindustria, pero Thünen mostró sin embargo, datos empíricos que mostraban un incremento de pérdidas a medida que se aumentaba la extensión de las propiedades rurales. Este fenómeno podía ser causado por los rendimientos decrecientes, pero Karl Kautsky (1898) demostró que el avance tecnológico permite instaurar la ganadería y agricultura intensivas que logran alta productividad en pequeñas extensiones y además, cómo el latifundio constituye una traba para la innovación tecnológica al imponer rentas del suelo muy altas, por lo cual "la gran explotación no es necesariamente la mejor". Vladimir Lenin (1907) consideró que la gran producción agropecuaria puede establecerse a partir de grandes propiedades como en el modelo inglés o alemán (junker) o a partir de las explotaciones de los granjeros libres del pago de renta de la tierra, como en el modelo estadounidense del siglo XIX (farmer) y consideró más rápido y eficaz el modelo democrático estadounidense.
Alexander Chayanov (1888-1937) estudió la especificidad de la economía campesina, la organización de la unidad productiva familiar; sus objetivos y planes; la circulación de capital y riqueza dentro de ella; la relación entre tierra, capital, trabajo y familia; las consecuencias de todo ello para la economía nacional e internacional y la articulación de la economía campesina con el conjunto económico. La investigación de Chayanov contribuyó revalorar el aporte de los campesinos a la economía y explicar la heterogenidad de las formas de producción agropecuarias contemporáneas.
En contraste, Jacob Viner (1950) concibió la agricultura campesina como uno de los factores de atraso que generan pobreza. Discípulos suyos concretaron una visión del campesino como agricultor primitivo que constituye una competencia insalvable para la mecanización agrícola y para la movilización de mano de obra hacia la industria. Esta visión se enfrentó en América Latina, Asia y África con las tesis y propuestas del desarrollo basado en la reforma agraria, que tuvo exponentes notables en el chileno Jacques Chonchol y el colombiano Antonio García Nossa. El sueco Gunnar Myrdal (1957) ha respondido a la visión de Viner, recalcando la importancia de reducir la brecha entre pobres y ricos y de considerar los riesgos y compensar los impactos que para los países subdesarrollados conllevan las relaciones comerciales con los países desarrollados.

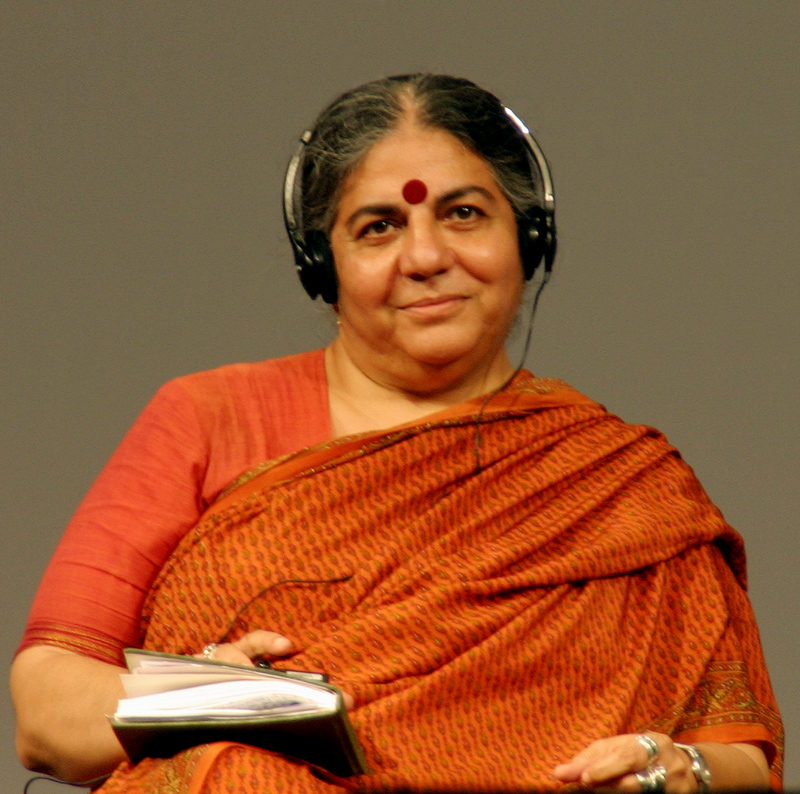
Vandana Shiva en Colonia, 2007.

Más allá del debate sobre la redistribución de la propiedad de la tierra, Vandana Shiva (2006) ha cuestionado todo el modelo de gran producción agropecuaria y el cambio tecnológico que lo ha acompañado -la revolución verde- y ha contabilizado los costos ambientales y otros costos no pagados por los agronegocios, que al permitir el consumo gratuito de recursos garantizan una rentabilidad privada a costa de un enorme costo social e impacto ambiental.

### Política económica
Todos las polémicas teóricas han confluido en el plano de la política económica. A comienzos del siglo XX en Estados Unidos aumentó progresivamente la influencia de las tesis de Carey sobre la necesidad de intervención del estado para fomentar la producción agropecuaria y remover los obstáculos que impiden el progreso de las comunidades y naciones. Henry Charles Taylor (1873-1969) estableció por primera vez un departamento de Economía Agrícola en 1903, en la Universidad de Wisconsin-Madison, que publicó regularmente un boletín de la disciplina y se convirtió en un baluarte para la política económica del estado de Wisconsin. Taylor trabajó en el Departamento de Agricultura de Estados Unidos desde 1919, fundó allí la oficina de economía agrícola y el servicio de investigación agrícola y de mercados, fortalecidos en las décadas siguientes. En 1926 debió regresar a la vida académica al rechazar el gobierno la política de sustentación de precios y subsidios que el Secretario del Departamento de Agricultura proponía para enfrentar la crisis agrícola. Sin embargo, tanto los servicios de información e investigación como las políticas de precios y subsidios se impusieron en la vida posterior del país, tras la Gran Depresión y el establecimiento del New Deal, fueron reportados después de la Segunda Guerra Mundial en Europa y Japón.
También entre la década años 1920 y 1930 fueron escenario de las grandes polémicas sobre política agraria en la Unión Soviética. Sistemas económicos diferentes pero interrogantes similares sobre el papel de la pequeña y la gran producción y el papel del estado para pasar de una a otra. Evgeni Prebrazhenski (1926) defendió la colectivización rápida del sector agropecuario en aras de una "acumulación originaria socialista". Chayanov en cambio, esde el Instituto de Investigación Científica de la Economía Agrícola defendía el papel de la economía campesina en el nuevo sistema. En medio de vaivenes se impuso desde 1929 la colectivización forzada.
En otras partes el debate de las visiones de Myrdal y Viner repercutía de una u otra forma en las políticas agropecuarias. Theodore Schultz (1902-1998), notable economista agrario, autor de La organización económica de la agricultura (1953) y de Modernización de la agricultura (1964) examinó la economía de desarrollo como problema relacionado directamente con la agricultura Schultz contribuyó además a instituir la econometría como herramienta para el análisis de la economía agrícola; él observó en un notable artículo en 1956, que el análisis del abastecimiento agrícola estaba "arraigado en arena movediza" y era necesario darle bases sólidas para que fuera acertado. Actualmente, los debates se centran en la política agropecuaria global, la combinación de los subsidios a las exportaciones agropecuarias de los países desarrollados y el libre comercio con el consiguiente incremento de las importaciones de alimento en los países en desarrollo, en un escenario de alza de sus precios internacionales.